# Liste des sénateurs de la Charente
Cet article est une liste des sénateurs élus en Charente.

## Sénateurs de la Charente sous laIIIeRépublique
- Jean André de 1876 à 1878
- Auguste Hennessy de 1876 à 1879
- Guillaume de Bremond d'Ars de 1879 à 1894
- François Certain de Canrobert de 1879 à 1894
- Édouard Martell de 1890 à 1903 et de 1912 à 1920
- Jean Laporte-Bisquit de 1894 à 1903
- Théophile Brothier de 1894 à 1900
- Bertrand Lacombe de 1901 à 1903
- Auguste Blanchier de 1903 à 1912
- Jules Brisson de 1903 à 1912
- Pierre Limouzain-Laplanche de 1903 à 1928
- Auguste Mulac de 1912 à 1928
- James Hennessy de 1921 à 1945
- Louis Delhoume de 1928 à 1939
- Léonide Babaud-Lacroze de 1929 à 1945
- René Gounin de 1939 à 1945

## Sénateurs de la Charente sous laIVeRépublique
- Mariette Brion de 1946 à 1948
- René Simard de 1946 à 1948
- Pierre Marcilhacy de 1948 à 1959
- Guy Pascaud de 1948 à 1959

## Sénateurs de la Charente sous laVeRépublique
- Guy Pascaud de 1959 à 1979
- Pierre Marcilhacy de 1959 à 1980
- Alexandre Dumas de 1979 à 1980
- Pierre Lacour de 1980 à 1996
- Michel Alloncle de 1980 à 1998
- Philippe Arnaud de 1996 à 2008
- Henri de Richemont de 1998 à 2008
- Michel Boutant de 2008 à 2020

### Mandature2008-2014
| Identité | Identité        | Étiquette | Autres mandats                                  | Suppléant |
| -------- | --------------- | --------- | ----------------------------------------------- | --------- |
|          | Nicole Bonnefoy | PS        | Conseillère générale                            |           |
|          | Michel Boutant  | PS        | Conseiller général Président du conseil général |           |

### Mandature2014-2020
| Identité | Identité        | Étiquette | Autres mandats                                                     | Suppléant      |
| -------- | --------------- | --------- | ------------------------------------------------------------------ | -------------- |
|          | Nicole Bonnefoy | PS        | Conseillère générale puis départementale                           | Alain Rivière  |
|          | Michel Boutant  | PS        | Conseiller général puis départemental Président du conseil général | Monique Chiron |

### Mandature2020-2026
| Identité | Identité         | Étiquette | Autres mandats             | Suppléant       |
| -------- | ---------------- | --------- | -------------------------- | --------------- |
|          | François Bonneau | DVD       | Conseiller départemental   | Mireille Neeser |
|          | Nicole Bonnefoy  | PS        | Conseillère départementale | Patrick Gallès  |